# Уллубий Ауховский
Уллубий Ауховский, Уллубий-мулла (чечен. Іуллуби-Молла) — чеченский военный и религиозный деятель, уроженец ауховского аула Кешень-Аух, наиб Ауховского округа (с 1841 года), участник Кавказской войны, мудир (генерал-наиб) Имамата, один из выдающихся и преданных наибов Имама Шамиля , известный в Чечне и в Дагестане исламский проповедник и учёный.

## Биография
Родился в Аухе, селении Кешень-аух (ныне Чапаево).
В 1841 году Абакар-кадий Аргуанскому и Ауховскому Уллубий-мулле удалось склонить на свою сторону все чеченские аулы (до 190 деревень) расположенные ниже и выше хребта Салатау, а так же возмутить против царской власти равнинные чеченские аулы (до 80 деревень) Терско-Сулакского междуречья.
23 марта 1845 года Уллубийю было приказано Имамом Шамилём защищать дорогу ведущую из Внезапной в Дагестан.
За разгром войск генерала Павла Граббе в 1842 году Уллубий-мулла был награждён знаком в виде звезды с надписью: «Нет силы, нет крепости, кроме Бога единого».
Уллубий создал четкую воинскую структуру в своем мудирстве. Даже царские генералы признавали, что Уллубий был одним из первых в создании стройной системы вооруженных сил Имамата.
Из всех 82 наибов назначенных Имамом Шамилём только Уллубий был из бедной семьи.